# House Of Strings (アルバム)
『House Of Strings』（ハウス・オブ・ストリングス）は、日本の音楽ユニットB'zのギタリスト松本孝弘による7作目のインストゥルメンタル・アルバム。2004年11月24日に発売された。

## 概要
松本が立ち上げたギタリストを中心とした弦楽器奏者のためのレーベル「House Of Strings」から初めて発売されるアルバムとなった。
2004年7月17日、18日、20日にサントリーホールで開催された、松本孝弘と東京都交響楽団によるコラボレーション・コンサート『都響スペシャル Collaboration 2004 松本孝弘「華」』で披露された全10曲に、4曲を加えて新たにスタジオ・レコーディングした楽曲が収録されている。
発売後の2004年12月15日、本作のオフィシャルギタースコアが発売された。

## 収録曲
1. WHITE CHRISTMAS
2. いつかのメリークリスマス
3. sasanqua〜冬の陽
4. 恋歌
5. #1090
6. 華
7. 愛のままにわがままに 僕は君だけを傷つけない
8. BLUE
9. BLACK JACK
10. SACRED FIELD〜RED SUN〜GO FURTHER
11. Theme from ULTRAMAN
12. Strings of My Soul
13. LOVE PHANTOM
14. HOLY NIGHT

## タイアップ
- TBS系『恋するハニカミ!』挿入歌(#1)
- TBS系『恋するハニカミ!』テーマソング(#2)

## クレジット・ミュージシャン
- 松本孝弘：作曲（2-13）、編曲、Guitar
- 徳永暁人：編曲（1-3.7.10.11.13）、Toy Piano（3）
- 池田大介：編曲（4-10.12）
- アーヴィング・バーリン：作詞・作曲(#1)
- TAMA MUSIC STRINGS：Strings（1.2）
- 永田真希：Strings（1,2） Violin(3)
- 中野勇介：Trumpet（1）
- 高市紀子：Wood Winds（2）
- TAMA MUSIC W.WINDS：Wood Winds（2）
- 藤田弥生:Violin(3)
- 岡さおり:Viola（3）
- 小貫詠子：V.Cello（3）
- 矢部達哉：Violin Solo（4.6）
- SEO HYUN-SEOK：Conductor（9）
- KANGNAM WARD SYMPHONY ORCHESTRA (KOREA)：Orchestra(9)
- 作者不詳：作曲（14）[注 1]